# Żygucie
Żygucie (biał. Жыгуці; ros. Жигути) – dawny chutor na Białorusi, w obwodzie witebskim, w rejonie brasławskim, w sielsowiecie Opsa.
Dawnej Żygucie Nowe.

## Historia
W czasach zaborów wieś w granicach powiatu nowoaleksandrowskiego Imperium Rosyjskiego.
W latach 1921–1945 ówczesny zaścianek leżał w Polsce, w województwie nowogródzkim (od 1926 w województwie wileńskim), w powiecie brasławskim, w gminie Widze.
Powszechny Spis Ludności z 1921 roku spisał łącznie zaścianki Żygucie Małe, Nowe i Stare. Zamieszkiwały tu 42 osoby, wszystkie były wyznania rzymskokatolickiego i zadeklarowały polską przynależność narodową. Było tu 7 budynków mieszkalnych. W 1931 Żygucie Nowe liczyły 10 mieszkańców w 1 domu.
Miejscowość należała do parafii rzymskokatolickiej w Widzach. Podlegała pod Sąd Grodzki w m. Turmont i Okręgowy w Wilnie; właściwy urząd pocztowy mieścił się w Widzach.
Do 2004 chutor wchodził w skład sielsowietu Widze.
W 2011 miejscowość została zlikwidowana.